# سميحة يلدرم
سميحة يلدرم (بالتركية: Semiha Yıldırım)، ( أرزنجان 1954 ) وهي معلمة تركية متقاعدة وزوجة بن علي يلدرم رئيس الوزراء التركي الأسبق ورئيس البرلمان التركي السابق.أطلقت وزارة التربية والتعليم التركية اسمها على مدرسة ابتدائية في إسطنبول.

## حياتها
ولدت عام 1954 في محافظة أرزنجان رتاهية أكملت تعليمها الابتدائي والثانوي في قريتها وفازت بحصولها على منحة وأكملت تعليمها، وفي عام 1972 تخرجت في مدرسة المعلمين ودخلت مهنة التدريس واستمرت فيها إلى عام 1993 وقدمت على التقاعد بعد إن خدمت في عدة مدن، بعد تخرجها مارست أعمال تطوعية، وهناك مدرسة ابتدائية في منطقة جيكماك باسطنبول تحمل اسمها (بالتركية: Öğretmen Semiha Yıldırım İlkokulu).

## حياتها الخاصة
متزوجة من رئيس الوزاء التركي السابق بن علي يلدرم ولها ثلاثة اولاد أركان يلدرم، أحمد يلدرم، بشرى يلدرم .

## الجوائز
في سنة 2012 فازت بجائزة الأم.